# Borczyniec południowy
Borczyniec południowy (Carpocoris purpureipennis) – gatunek pluskwiaka z podrzędu różnoskrzydłych i rodziny tarczówkowatych.

## Opis
Pluskwiak o ciele długości od 10 do 13,5 mm, z wierzchu czarno i gęsto punktowanym, ubarwionym od oliwko- lub żółtobrązowego przez czerwo- po czarnobrązowo. Po bokach głowy pasy czarnych punktów. Przedplecze szersze od odwłoka, o kątach przednio-bocznych zaokrąglonych, słabo wystających i nieuniesionych, a tylno-bocznych krawędziach lekko wklęśniętych. Tarczka krótsza od przykrywki, ma krawędzie boczne z lekkim wcięciem w połowie długości, u nasady pozbawiona jest kontrastująco czarnej plamy, a na jej powierzchni znajduje się Y-kształtne wgłębienie. Narządy rozrodcze samców odznaczają się obecnością dwóch ząbków na dolnej krawędzi hipofizy paramery.

## Biologia i ekologia
Eurybiont i polifag. Zimuje jako owad dorosły. W Polsce spotykany wśród roślinności łąkowej, ruderalnej, w uprawach i na skrajach lasów.

## Rozprzestrzenienie
Gatunek palearktyczny. W Polsce wszędzie pospolity.